# Ніда (Свентокшиське воєводство)
Ніда (пол. Nida) — село в Польщі, у гміні Моравиця Келецького повіту Свентокшиського воєводства.
Населення — 500 осіб (2011).
У 1975-1998 роках село належало до Келецького воєводства.

## Демографія
Демографічна структура на день 31 березня 2011 року:
|          | Загалом | Допрацездатний вік | Працездатний вік | Постпрацездатний вік |
| -------- | ------- | ------------------ | ---------------- | -------------------- |
| Чоловіки | 235     | 54                 | 162              | 19                   |
| Жінки    | 265     | 64                 | 148              | 53                   |
| Разом    | 500     | 118                | 310              | 72                   |